# Geoff Virgo

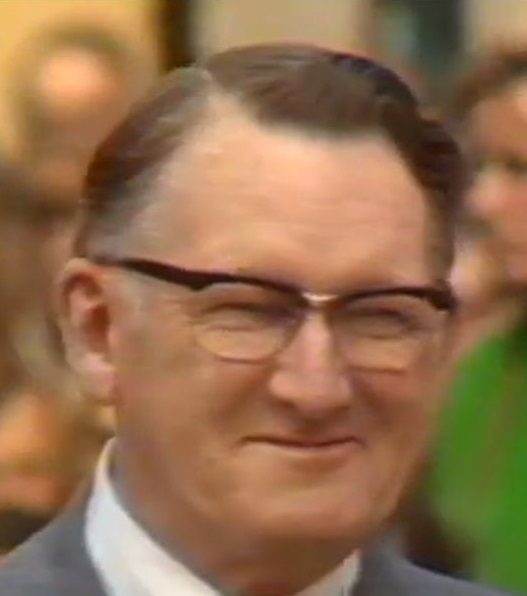
Geoff Virgo (1976)

Hon. Geoffrey „Geoff“ Thomas Virgo, AM (* 9. November 1918 in Adelaide, South Australia; † 5. Januar 2001) war ein australischer Gewerkschaftsfunktionär und Politiker der Labor Party, der zwischen 1968 und 1979 Mitglied des South Australian House of Assembly sowie zeitweise Minister war.

## Leben
Geoffrey „Geoff“ Thomas Virgo wurde am 4. Januar 1940 in die Australian Army berufen und leistete während des Zweiten Weltkrieges Militärdienst in Unley City. Er wurde bei der Wahl am 2. März 1968 für die Labor Party als Nachfolger seines Parteifreundes und früheren Premiers Frank Walsh im Wahlkreis Edwardstown erstmals zum Mitglied der South Australian House of Assembly gewählt, des Unterhauses des Parlaments von South Australia, und vertrat diesen Wahlkreis bis zu dessen Auflösung am 29. Mai 1970. Daraufhin wurde er bei der Wahl am 30. Mai 1970 im neu geschaffenen Wahlkreis Ascot Park erneut zum Mitglied der Legislativversammlung gewählt und vertrat diesen Wahlkreis nunmehr bis zu seinem Verzicht auf eine erneute Kandidatur bei der Wahl am 15. September 1979, woraufhin sein Parteifreund John Trainer diesen Wahlkreis gewann.
Bei der Wahl am 30. Mai 1970 gewann die ALP eine Mehrheit von 27 der 47 Sitze im House of Assembly, woraufhin Virgo am 2. Juni 1970 in die zweite Regierung von Premier Don Dunstan berufen wurde und in dieser bis zum 15. Februar 1979 den Posten als Minister für Kommunalverwaltung (Minister of Local Government) bekleidete. Er war zugleich zwischen dem 2. Juni 1970 und dem 19. April 1973 Minister für Straßen und Verkehr (Minister of Roads and Transport) sowie daraufhin vom 19. April 1973 bis zum 15. Februar 1979 Verkehrsminister (Minister of Transport). In der darauf folgenden Regierung von Premier Des Corcoran bekleidete er zwischen dem 15. Februar und dem 18. September 1979 weiterhin die Ämter als Verkehrsminister sowie bis zum 15. März 1979 als Minister für Kommunalverwaltung. Im Zuge einer anschließenden Umbildung der Regierung Corcoran fungierte er außerdem zwischen dem 15. März und dem 18. September 1979 als Minister für Meeresangelegenheiten (Minister of Marine). Am 13. Dezember 1979 wurde ihm der Höflichkeitstitel The Honourable verliehen.
Für seine Verdienste um das Parlament und die Gemeinschaft Südaustraliens wurde er im Rahmen des Australia Day am 26. Januar 1981 zum Member des Order of Australia (AM) ernannt.

## Hintergrundliteratur
- Parliament of South Australia: Statistical Record of the Legislature 1836–2007 (Memento vom 11. März 2019 im Internet Archive)

## Weblink
- Hon Geoffrey Virgo AM. In: Parlament von South Australia. Abgerufen am 26. April 2024 (englisch).